# Une histoire d'eau
Une histoire d'eau è un cortometraggio del 1958, sebbene reso pubblico nel 1961, diretto da François Truffaut e Jean-Luc Godard.

## Trama
La giovane protagonista, studentessa universitaria che abita fuori Parigi, deve recarsi alla Sorbona per le lezioni proprio il giorno di un'inondazione. Attraversa la campagna su una barca e raggiunge la strada per fare autostop. Ottiene un passaggio da un giovane che sembra interessato solo a parlare della propria auto. La strada è allagata per lunghi tratti, sono costretti a deviazioni e soste finché le ruote rimangono bloccate nel fango. I due proseguono a piedi nel paesaggio inondato, attraversato da barche; c'è qualcuno arrampicato sui tetti delle case che aspetta il deflusso o i soccorsi. Lui propone di baciarla, lei cederà solo se riuscirà a farla ridere: il giovane ci prova con almeno quattro barzellette, senza successo, quindi la bacia lo stesso. Finalmente riesce a far ripartire l'auto e raggiungono Parigi. Forse stasera la ragazza dormirà a casa di lui.

## Critica
È questo un film che forse è da attribuire più a Jean-Luc Godard che a François Truffaut. In effetti il cortometraggio nasce in modo abbastanza originale. Nel 1958 un'inondazione si abbatte sulla regione parigina; a Truffaut sembra un'occasione per sfruttare i luoghi allagati come scenografia per un cortometraggio, così un sabato mattina parte con l'auto prestata da Claude Chabrol e 600 metri di pellicola.
In effetti le cose vanno diversamente dal previsto: l'acqua si sta ritirando e Truffaut è imbarazzato dal trovarsi lì per girare un film mentre tutti sono indaffarati a cercare di salvare il salvabile.
Tornato a Parigi, Truffaut comunica al produttore Braunberger di aver sprecato la pellicola e che non ne farà niente. Godard esamina il materiale e chiede a Truffaut di poterlo utilizzare. Il risultato è questo cortometraggio in cui Godard oltre ad avere montato le scene in un ordine diverso da quello in cui erano state girate, ha scritto il commento (non ci sono dialoghi tra i protagonisti ma solo una voce fuori campo che racconta quello che accade), ha scelto la musica, ecc.
Il testo del commento letto dalla voce di Godard conferisce alla vicenda un significato nuovo, diverso da quello originariamente inteso da Truffaut, pieno di riferimenti colti, in linea con il fatto che la protagonista è una studentessa universitaria: si citano infatti Petrarca, Omero, Baudelaire, Degas, Poe, Goethe, Wagner etc.